# Honorata Witańska
Honorata Witańska (ur. 14 grudnia 1984 w Tychach) – polska aktorka telewizyjna, aktorka teatralna.

## Życiorys
Uczęszczała do Liceum Ogólnokształcącego im. Cypriana Kamila Norwida w Tychach. W 2008 uzyskała dyplom w Państwowej Wyższej Szkole Teatralnej im. Ludwika Solskiego w Krakowie. Od 2009 występuje w Teatrze Powszechnym im. Jana Kochanowskiego w Radomiu. Jej ważniejsze role teatralne to Najzwyklejszy Cud i Arkadia (2007) w PWST w Krakowie oraz Symptoms I Akropolis (2008) w Teatrze Dramatycznym w Warszawie. W latach 2007–2018 występowała w serialu Barwy szczęścia w roli Magdy Zwoleńskiej. W latach 2016–2018 grała w serialu Policjantki i policjanci wcielając się w postać aspirant sztabowej Karoliny Rachwał.

## Filmografia
- 2007–2018: Barwy szczęścia – Magda Zwoleńska
- 2012: Czas honoru – właścicielka pokoju wynajętego przez Janka (odc. 63)
- 2014: Na dobre i na złe – Weronika Soszka (odc. 578)
- 2015: O mnie się nie martw – matka Staszka (odc. 35)
- 2016: Ojciec Mateusz – Olga Trzosek, była pracownica fundacji Bielskiego (odc. 195)
- 2016–2018: Policjantki i policjanci – podkomisarz Karolina Rachwał (do odcinka 493 aspirant sztabowy)
- 2016: Sprawiedliwi – Wydział Kryminalny – aspirant sztabowy Karolina Rachwał
- 2018: Diagnoza – sekretarka Ilona
- 2019–2020: Blondynka – Jagna Edelwajs, przyjaciółka Sylwii
- 2020: Lombard. Życie pod zastaw - Honorata Witańska (odc. 285)
- 2020: Ojciec Mateusz - Marzena Piórecka, matka Franka (odc. 292)
- od 2020: Pierwsza miłość – pedagog Marta Andruszkiewicz

### Dubbing
- 2008: Dziewczyny Cheetah: Jeden świat